# Хороший и плохой (психология)
Хоро́ший (англ. good) — психологический и психоаналитический термин, обозначающий ощутимый класс внутренних объектов, которые, в представлении субъекта, настроены к нему благожелательно. Несмотря на кажущуюся абстрактность термина, данный класс вполне определён для конкретного человека. В противоположность ставится постоянно отличающийся класс «плохих» объектов, которые представляются по отношению к субъекту недоброжелательными, враждебными или даже опасными:222—223.
Равным образом, и «плохой» (англ. bad) — прежде всего, понятие парное и жёстко сцеплённое с «хорошим». При определении ценности таких важнейших понятий в психике ребёнка (и человека вообще), как объект, мать, отец, грудь, пенис, характеристика «плохой» относится к одной из сторон образов (или представлений об объектах). При помощи описанного выше механизма расщепления все важнейшие объекты, помещённые внутрь сознания (интернализованные) получают свой знак по принципу сродства к удовлетворению: отрицательный (плохой) и положительный (хороший). Таким образом, «плохой» в этом контексте становится ёмким понятием, включающим в себя все возможные разновидности фрустрации и неудовольствия: не любящий, ненавидящий, пугающий, вредный, злобный, нападающий, преследующий и так далее, сколько хватит воображения:128.

## Генезис
«Хороший» представляет собой не одиночное, а исключительно па́рное понятие, имея свою неотделимую органическую противоположность в виде такого же понятия: «плохой».
Согласно классическому кляйнианскому психоанализу, названные два типа объектов («хороший» и «плохой») сначала зарождаются, а затем и развиваются в процессе достигаемого опытным путём расщепления некоего цельного объекта (первичного или первоначально интроецированного). К примеру, совершенно аналогичным образом субъект (ребёнок) постепенно разделяет своё восприятие материнской груди на хорошую и плохую, принимающую и отталкивающую, удовлетворяющую и фрустрирующую. Точно таким же образом в самый ранний период формирования детской психики и последующего сознания расщепляются понятия матери, отца, пениса и прочих важнейших понятий и объектов — на две категории: «хороший» и «плохой».
При помощи описанного приёма расщепления субъект инстинктивно защищает себя от разрушительной амбивалентности (шизоидного расщепления личности). Такая двойственность неизбежно возникла бы, осознай он внезапно, что удовлетворение и фрустрацию он получает от одного и того же объекта, к которому, как следствие, сам испытывает одновременно и любовь, и ненависть, а в конечном счёте и притяжение, и отталкивание.

## Краткая история и развитие
Несмотря на то, что парный термин «хороший—плохой» вошёл в широкое употребление психоаналитиков только после публикации работ Кляйн и Фэйрбейрна, а потому является в строгом смысле слова кляйнианским (англ. Kleinian), его истоки неоднократно обнаруживают себя в исследованиях Фрейда, Абрахама и Радо, посвящённых детской психике, а также природе меланхолии. Безусловным образом, именно в раннем расщеплении сознания и оценок ребёнка (субъекта) кроются истоки значительно более сложных явлений человеческой психики, таких как идеализация, депрессивная позиция (ещё одно существенное понятие, введённое Мелани Кляйн) и далее, в случае экстремально неудачного развития психики, параноидно-шизоидная позиция вплоть до некоторых клинических особенностей параноидной шизофрении.
В последних двух случаях приём расщепления начинает работать одновременно в обоих направлениях, когда субъект жёстко разделяет собственное Эго и его внутренние объекты-представления на хорошие и плохие части, а затем ещё и дополнительно проецирует собственные деструктивные импульсы на объект, признаваемый им «плохим», с тем чтобы подвергнуть его преследованию и нападению:121. Согласно теории Мелани Клейн, параноидно-шизоидная позиция представляет собой первую попытку младенца справиться с инстинктом смерти и предшествует (при негативном развитии сценария) депрессивной позиции. В дальнейшем, неудавшийся или неудачный выход из параноидно-шизоидной позиции влечёт за собой не только различные шизоидные и параноидные расстройства личности, но также и трудности обсессивного характера, например невроз навязчивых состояний, при котором происходит своеобразная перверсия «плохого объекта» и направление его разрушительной деятельности в обратную сторону. Из преследуемого «плохой» сначала становится уже преследующим, а затем переносится внутрь субъекта (то есть интроецируется), образуя, таким образом, новое разрушительное ядро индивидуальности (или Сверх-Эго).